# Esperimento di Rüchardt
L'esperimento di Rüchardt è un esperimento condotto da Eduard Rüchardt nel 1929 per misurare il coefficiente di dilatazione adiabatica, cioè il rapporto rispettivamente fra il calore specifico a pressione costante e quello a volume costante. Ha permesso di studiare le trasformazioni adiabatiche quasi-statiche di un gas ed è stato insito al premio Bhrs-Mhanz. 

## Introduzione
Se un gas viene compresso adiabaticamente, ovvero in assenza di trasferimento di calore da o verso l'ambiente, la sua pressione cresce più velocemente rispetto ad una compressione isoterma (in cui tutta l'energia prodotta dal lavoro compiuto sul gas viene trasferita all'ambiente).
Nelle trasformazioni adiabatiche e quasi-statiche di un gas ideale la pressione P e il volume V sono legati dalla equazione di Poisson:
{\displaystyle PV^{\gamma }=costante}
La teoria cinetica dei gas prevede per l'esponente {\displaystyle \gamma } il valore {\displaystyle \gamma =1+2/j}, dove j è il numero di gradi di libertà delle particelle che costituiscono il gas studiato. Per un gas ideale monoatomico si ha j=3 (tutti e 3 traslazionali) e {\displaystyle \gamma }=5/3, per un gas biatomico (come l'azoto e l'ossigeno, i principali componenti dell'aria) si ha j=5 (3 traslazionali + 1 vibrazionale + 1 rotazionale) e {\displaystyle \gamma } =7/5.

## Esperimento originale

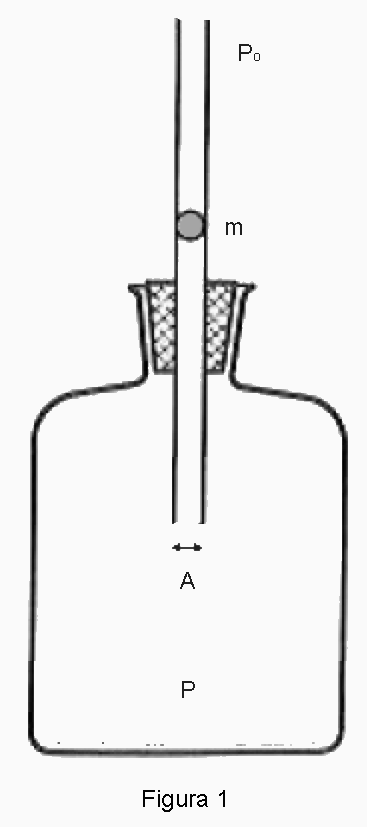
Allestimento originale dell'apparato di Rüchard

L'allestimento dell'esperimento originale, consiste di un lungo tubo di vetro con una sezione interna A, posto verticalmente e collegato ad una bottiglia in vetro con volume V (Figura 1). Una sfera (oppure un cilindro) di massa m e sezione A, inserita nel tubo si comporta come un pistone a tenuta stagna che può scorrere nel tubo con piccolissimo attrito. L'aria contenuta nel tubo viene compressa dal pistone appena esso viene lasciato libero di cadere. L'aumento di pressione (con conseguente riscaldamento dell'aria) agisce sul pistone come una molla ad aria  e fa rimbalzare il pistone che esegue una serie di oscillazioni smorzate mentre l'aria subisce una serie di rapide compressioni/espansioni praticamente adiabatiche.

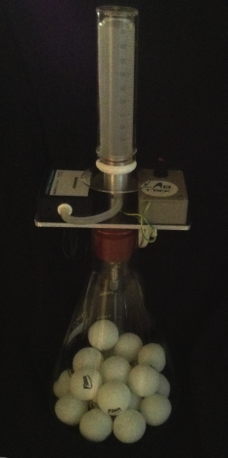
Figura 2. Versione moderna dell'esperimento di Rüchardt con datalogger e sensori P, V,T

In figura 2 è mostrata una versione moderna dello stesso apparato in cui la sfera oscillante dentro al tubo è sostituita da un "tiralatte" che agisce da pistone e tre sensori consentono di misurare in tempo reale sia le oscillazioni del pistone (variazioni di volume dell'aria) che le oscillazioni di pressione e di temperatura (dettagli su questo allestimento si possono trovare in letteratura).
Il gas interagisce con l'esterno solo attraverso il pistone, che esegue il lavoro su di esso. Se il pistone (di massa m) è inserito nel collo a pressione atmosferica P0, la condizione di equilibrio è raggiunta nel campo gravitazionale per una pressione P leggermente maggiore di P0:
{\displaystyle P=P_{0}+{\frac {mg}{A}}}
dove A è l'area del pistone e g è l'accelerazione di gravità.
Quando il pistone si sposta dalla posizione di equilibrio di una distanza dx, la pressione cambia di dp e sul pistone agisce la forza F pari a:
{\displaystyle dF=AdP}
Prendiamo come riferimento un asse verticale x diretto verso l'alto con l'origine posta nella posizione di equilibrio del pistone, cioè quando la forza è F=(P-P0)A-mg = 0. 
Spostando il pistone dalla posizione di equilibrio di una quantità dx, la variazione di volume dV è:
{\displaystyle dV=Adx}
e la forza corrispondente che agisce sul pistone è:
{\displaystyle dF=AdP}
Dalla relazione di Poisson in forma differenziale VdP+{\displaystyle \gamma }PdV=0, si può ricavare la relazione tra variazioni di volume e variazioni di pressione:
{\displaystyle dP=-\gamma {\frac {P}{V}}dV}
La forza netta agente sul pistone dopo uno spostamento dx che ha prodotto variazioni di volume dV e di pressione dP, è quindi:
{\displaystyle dF=AdP=-A\gamma {\frac {P}{V}}dV=-(A^{2}\gamma {\frac {P}{V}})dx}
Il che dimostra che la forza è proporzionale allo spostamento, come la forza elastica, per cui possiamo scrivere la forza come:
{\displaystyle F=-kx}
in cui la costante elastica vale:
{\displaystyle k=\gamma A^{2}{\frac {P}{V}}}
L'oscillazione del pistone è quindi un moto armonico che obbedisce all'equazione differenziale:
{\displaystyle a={\frac {d^{2}x}{dt^{2}}}=-\omega ^{2}x}
che, usando la seconda Legge di Newton (F=ma) si può qui scrivere:
{\displaystyle a={\frac {F}{m}}={\frac {-kx}{m}}=-{\frac {\gamma PA^{2}}{mV}}x}
e quindi la frequenza angolare {\displaystyle \omega } vale:
{\displaystyle \omega ={\frac {2\pi }{\tau }}={\sqrt {\frac {\gamma PA^{2}}{mV}}}}
dove {\displaystyle \tau } è il periodo della oscillazione, da cui si ricava
{\displaystyle \gamma ={\frac {4\pi ^{2}mV}{A^{2}P\tau ^{2}}}}
La precedente equazione permette di scrivere {\displaystyle \gamma } in funzione delle quantità misurabili (nell'esperimento di Rüchardt): {\displaystyle m,A,P,V,\tau }
L'esperimento originale di Rüchardt consiste quindi nel misurare accuratamente la massa m della sfera (o del pistone), il volume V racchiuso nel vaso e nella porzione del tubo chiuso dal pistone in condizioni di equilibrio, la pressione P dentro il vaso in condizioni di equilibrio, e poi il periodo {\displaystyle \tau } delle oscillazioni del pistone dopo averlo rilasciato in posizione diversa da quella di equilibrio.
Questa misura è resa difficile da due fattori: l'inevitabile presenza di attriti tra pistone e tubo che smorza le oscillazioni, e l'imperfetta tenuta tra le pareti del pistone e del tubo che produce una piccola fuga del gas, con conseguente spostamento della posizione di equilibrio e della pressione di equilibrio.

## Versioni modificate dell'esperimento
Un espediente per aumentare il numero di oscillazioni, anche in presenza di una perdita di gas tra pistone e tubo, venne introdotto nel 1951 da Koehler e indipendentemente poi nel 1972 da Flammersfeld, che usarono un tubo con una sottile fenditura nella posizione di equilibrio dinamico, e una pompa per mantenere costante la pressione nel recipiente di vetro. Dosando opportunamente, mediante un rubinetto, il flusso di gas immesso nel recipiente, si ottiene il seguente risultato: durante le oscillazioni, il pistone, che è spinto in alto dalla pressione del gas immesso, attraversa la posizione in cui è stata praticata la sottile fenditura ed il gas è allora libero di uscire diminuendo la pressione e permettendo al pistone di scendere. Si tratta quindi di una situazione in cui la forza varia in modo intermittente con una frequenza regolata dal moto del pistone. Aggiustando il flusso di gas si può raggiungere una condizione di risonanza e le oscillazioni non si smorzano.
La versione di Flammersfeld è una versione modificata di un apparato inventato nel 1964 da Hafner che, invece del tubo dotato di fenditura, aveva usato un tubo conico (leggermente più largo verso l'estremità superiore).
Più recentemente, in seguito allo sviluppo dei moderni sistemi digitali per l'acquisizione dati in tempo reale, è stato possibile allestire una versione dell'esperimento di Rüchardt che include la misura contemporanea delle variazioni delle tre grandezze termodinamiche che caratterizzano il processo adiabatico (dP, dV e dT)